# Chiara Teocchi
Chiara Teocchi (Bérgamo, 8 de diciembre de 1996) es una deportista italiana que compite en ciclismo de montaña en la disciplina de campo a través.
Ganó cuatro medallas en el Campeonato Europeo de Ciclismo de Montaña entre los años 2015 y 2024. Además, obtuvo una medalla de bronce en el Campeonato Mundial de Ciclismo en Grava de 2022.

## Medallero internacional
| Campeonato Europeo | Campeonato Europeo         | Campeonato Europeo | Campeonato Europeo         |
| Año                | Lugar                      | Medalla            | Competición                |
| ------------------ | -------------------------- | ------------------ | -------------------------- |
| 2015               | Chies d'Alpago (Italia)    | Medalla de bronce  | Eliminación                |
| 2017               | Darfo Boario (Italia)      | Medalla de bronce  | Campo a través por relevos |
| 2018               | Graz (Austria)             | Medalla de oro     | Campo a través por relevos |
| 2024               | Cheile Grădiștei (Rumania) | Medalla de oro     | Campo a través por relevos |

| Campeonato Mundial | Campeonato Mundial | Campeonato Mundial | Campeonato Mundial |
| Año                | Lugar              | Medalla            | Competición        |
| ------------------ | ------------------ | ------------------ | ------------------ |
| 2022               | Véneto (Italia)    | Medalla de bronce  | Individual         |